# 마흐무드 레다
마흐무드 레다(아랍어: محمود رضا, 영어: Mahmoud Reda, 1930년 3월 18일 ~ 2020년 7월 10일)는 이집트의 무용가, 안무가이다. 이집트의 전통 민속무용단인 레다 무용단을 창설한 것으로 유명하다.

## 생애
마흐무드 레다는 1930년 3월 18일에 이집트 카이로에서 10명의 자녀들 가운데 8번째로 태어났다. 그의 아버지는 카이로 대학교에서 도서관장으로 근무했다. 마흐무드 레다는 무용가로 활동했던 형인 알리 레다의 영향을 받으면서 춤에 관심을 가졌다. 마흐무드 레다는 핀란드 헬싱키에서 개최된 1952년 하계 올림픽에서 이집트 체조 국가대표팀 선수로 참가했고 카이로 대학교에서 정치경제학과를 졸업했다. 하지만 춤에 관심을 가졌기 때문에 대학교를 졸업하고 아르헨티나의 무용단에 합류했고 유럽 순회 공연에 참여하게 된다.
마흐무드 레다는 프랑스 파리에서 투어를 진행하면서 이집트에서 자신만의 무용단을 창설하려는 계획을 세웠지만 자금 부족으로 인해 네덜란드의 석유 회사인 로열 더치 쉘에서 회계사로 근무하게 된다. 마흐무드 레다는 이집트로 돌아온 다음에 카이로에 위치한 헬리올리도 클럽에 합류했고 이집트의 무용가였던 파리마 파흐미를 춤 파트너로 삼게 된다. 1957년에 소련에서 파리마 파흐미, 알리 레다와 함께 공연을 펼쳤고 이집트에서 민속무용단을 창단하게 된다.
1959년에 레다 형제와 파흐미가 이집트 정부의 후원을 받던 레다 무용단이 창단되던 당시에는 12명의 무용가, 12명의 음악가로 구성되어 있었다. 마흐무드 레다의 안무는 벨리댄스를 비롯한 이집트의 전통 민속무용에 발레를 비롯한 서양의 춤 스타일을 결합시킨 것이 특징이다. 레다 무용단은 처음에 남녀가 함께 춤을 춘다는 점 때문에 부적절하다는 지적을 받았지만 점차 카이로의 사회 공동체가 수용할 수 있는 것으로 여겨지게 된다.
레다 무용단은 처음에 카이로의 사회 공동체에만 알려져 있었지만 알리 레다가 감독을 맡은 이집트의 영화에 등장하면서 점차 이집트 전국에 이름을 알리게 된다. 마흐무드 레다는 1972년에 무용단의 수석 무용가 자리에서 물러났지만 여전히 안무를 담당했다. 레다 무용단은 레다가 감독을 맡고 있던 동안에 150명의 무용가, 음악가, 무대 스태프들로 구성되어 있었는데 세계 각지에서 5차례에 걸친 순회 공연을 진행했다. 마흐무드 레다는 1990년에 레다 무용단의 단장에서 물러난 이후에 이집트와 세계 각지에서 댄스 워크숍을 진행했다. 2020년 7월 10일에 향년 90세를 일기로 사망했다.

## 사생활
마흐무드 레다는 1955년에 파리다 파흐미의 언니인 나디다 파흐미와 결혼했다. 나디다 파흐미는 1960년에 류머티즘 심장병으로 사망할 때까지 레흐다 무용단에서 의상 디자이너로 활동했다.